# 드래곤볼 (애니메이션)
《드래곤볼》(원제 : 일본어: ドラゴンボール)는 1986년부터 1989년까지 제작된 일본의 TV시리즈 애니메이션이다. 토리야마 아키라의 동명 만화 『드래곤볼』 시리즈를 원작으로, 니시오 다이스케가 감독하여, 토에이 애니메이션에서 제작하였다. 원작은 중국 명대의 장편소설 『서유기』를 기반으로, 판타지물 특유의 독창적인 세계관을 구축한 최장수 애니메이션이므로, 1984년부터 일본 만화 잡지 『주간 소년 점프』에 연재되었다.
본방송은 1986년 2월 26일부터 1989년 4월 21일까지 후지TV를 비롯한, 간사이 TV(이하 KTV - 긴키 광역권), 도카이 TV(이하 THK - 주쿄 광역권), TV 니시닛폰 등 26개 FNN 지역 민방 네트워크를 통해, 전국적으로 일제히 방영되었으며, 총 153화로 방영되었다. 1~4화는 제작 부분(오프닝 맨 끝)에서 구 후지TV 로고(굵은고딕체), 5화~153화는 현행 후지 TV 로고(눈마크)를 쓴다. 약 40여개국으로 수출되었다.

## 스태프
- 원작 : 토리야마 아키라 『드래곤볼』
- 캐릭터 원안 : 토리야마 아키라
- 게재지 : 주간 소년 점프 (슈에이샤)
- 기획 : 츠치야 토키조우·시미즈 켄지·시치조 케이조
- 치프 디렉터 : 오카자키 미노루·니시오 다이스케
- 제작 담당 : 키시모토 마츠지
- 캐릭터 설계 : 마에다 미노루
- 미술 설정 : 츠지 타다나오
- 음악 : 키쿠치 슌스케
- 제작 : 토에이 애니메이션

### SBS판 스태프
우리말제작
- SBS A&T
  - 녹음 : 김흥배
  - 녹화 : 노경남
  - 음향 : 원진희
  - 타이틀 : 이승호
  - CG : 강윤정
- 번역 : 김언정 → 김의수
- 연출 : 조희수

## 주제가

### 일본어판
OP 음악
"불가사의한 모험"(일본어: 魔訶不思議アドベンチャー！)
작사 : 모리 유리코 / 작곡 : 이케 타케시
편곡 : 타나카 코헤이 / 노래 : 타카하시 히로키
(콜롬비아 엔터테인먼트)
ED 음악
"로맨틱을 드릴게요"(일본어: ロマンティックあげるよ)
작사 : 요시다 타테미 / 작곡 : 이케 타케시
편곡 : 타나카 코헤이 / 노래 : 하시모토 우시오
(콜롬비아 엔터테인먼트)

### 한국어판

#### 대원 홈비디오판
OP 음악
"찾아라 드래곤볼"
노래 : 박정민

#### SBS판
OP 음악
"내 소원을 들어줘"
작사 : 김주희 / 작곡 : 방용석
노래 : 정재윤, 방대식
ED 음악
"찾아라 드래곤볼"
노래 : 정재윤

## 우리말 더빙

### 대한민국
대한민국에서는 한국식으로 이름을 바꾸어 한국어 더빙으로 대원동화㈜에서 최초로 수입하여 VHS로 출시하였다. 대원동화㈜의 VHS 출시 도중 성우 교체가 있어 구 비디오 버전과 신 비디오 버전으로 성우를 구분하기도 한다. 그 후에 (주)온미디어에 수입하여 다시 더빙하여 투니버스에서 한국어 더빙으로 TV방영하였다. 대원동화㈜는 폭력적인 묘사를 이유로 수입시 삭제한 부분이 있으며, ㈜온미디어는 각종 시청자 단체의 반대 움직임으로 VHS 출시 보다 더 많은 부분이 삭제되었다. 이후 대원방송㈜에서 수입하여 계열사인 애니원과 챔프, 애니박스에서 방영하였다.

## 관련 목록
- 드래곤볼